# Fighter in the Wind
Pour plus de détails, voir Fiche technique et Distribution.
Fighter in the Wind (바람의 파이터, Baramui Fighter) est un film sud-coréen réalisé par Yang Yun-ho, sorti le 9 novembre 2005.

## Synopsis
Inspiré de l'histoire vraie de Choi Bae-dal (Masutatsu Ōyama), Fighter in the Wind raconte comment un émigré coréen est devenu une légende au Japon en créant un nouveau style d'art martial: le karaté Kyokushinkai

## Fiche technique
- Titre : Fighter in the Wind
- Titre original : 바람의 파이터 (Baramui Fighter)
- Réalisation : Yang Yun-ho
- Scénario : Yang Yun-ho, d'après le manhwa de Bang Hak-ki
- Production : Jeong Yong-il et Jeon Ho-jin
- Musique : Choi Man-sik
- Photographie : Shin Ok-hyun
- Montage : Park Sun-deok
- Budget : 6 millions de dollars
- Pays d'origine : Corée du Sud
- Langue : coréen
- Format : Couleurs - 1,85:1 - Dolby Digital - 35 mm
- Genre : Action, drame, biopic
- Durée : 120 minutes
- Date de sortie : 6 août 2004 (Corée du Sud)

## Distribution
- Yang Dong-geun (VF : Emmanuel Garijo) : Choi Bae-dal
- Aya Hirayama : Yoko
- Masaya Kato : Kato
- Jung Tae-woo (VF : Alexis Tomassian) : Chun-bae
- Jung Doo-hong : Beom-su
- Lee Han-garl : Miwa
- Park Seong-min : Ryoma

## Autour du film
- Trois précédents films japonais avaient été réalisés par Kazuhiko Yamaguchi sur la vie de Choi Bae-dal : Karate Bullfighter en 1975, sa suite Karate Bear Fighter en 1977, et un troisième opus intitulé Karate for Life la même année.
- Parmi les récents films traitant également de l'insertion difficile d'immigrés coréens au Japon, citons Rikidozan, film sud-coréen réalisé par Song Hae-sung en 2004, ainsi que Blood and Bones, film japonais réalisé par Yoichi Sai en 2004.

## Distinction
- Nomination au Grand Prix de Tokyo, lors du Festival international du film de Tokyo 2004.